# Peter Bondra
Peter Bondra, född 7 februari 1968 i Bakowce, Volyn oblast, Sovjetunionen, nu Ukraina, är en slovakisk före detta professionell ishockeyspelare. När han var tre år gammal flyttade hans familj till Poprad i Slovakien. Han har spelat för Washington Capitals, Ottawa Senators, Atlanta Thrashers och Chicago Blackhawks i NHL. Från 2007 till 2011 var han General Manager för det slovakiska landslaget.
Bondra gjorde flest mål i NHL säsongerna 1994–1995 och 1997–1998. Den 22 december 2006 gjorde Bondra mål på Toronto Maple Leafs Jean-Sébastien Aubin och blev därmed den 37:e spelaren i NHL:s historia att nå 500 mål.
Bondra har också spelat för Slovakien i flera internationella turneringar. Han vann VM-guld 2002 i Göteborg.

## Statistik
PP = Mål i Power Play, BP = Mål i Box Play, MV = Matchavgörande mål

### Klubbkarriär
| 1986–87 | HC Košice           | Extraliga | 32   | 4   | 5   | 9   | 24  | —   | —   | —  | —  | —  | —  | —  | —  | —  |
| 1987–88 | HC Košice           | Extraliga | 45   | 27  | 11  | 38  | 20  | —   | —   | —  | —  | —  | —  | —  | —  | —  |
| 1988–89 | HC Košice           | Extraliga | 40   | 30  | 10  | 40  | 20  | —   | —   | —  | —  | —  | —  | —  | —  | —  |
| 1989–90 | HC Košice           | Extraliga | 49   | 36  | 19  | 55  | —   | —   | —   | —  | —  | —  | —  | —  | —  | —  |
| 1990–91 | Washington Capitals | NHL       | 54   | 12  | 16  | 28  | 47  | -10 | 4   | 0  | 1  | 4  | 0  | 1  | 1  | 2  |
| 1991–92 | Washington Capitals | NHL       | 71   | 28  | 28  | 56  | 42  | +16 | 4   | 0  | 3  | 7  | 6  | 2  | 8  | 4  |
| 1992–93 | Washington Capitals | NHL       | 83   | 37  | 48  | 85  | 70  | +8  | 10  | 0  | 7  | 6  | 0  | 6  | 6  | 0  |
| 1993–94 | Washington Capitals | NHL       | 69   | 24  | 19  | 43  | 40  | +22 | 4   | 0  | 2  | 9  | 2  | 4  | 6  | 4  |
| 1994–95 | Washington Capitals | NHL       | 47   | 34  | 9   | 43  | 24  | +9  | 12  | 6  | 3  | 7  | 5  | 3  | 8  | 10 |
| 1995–96 | Washington Capitals | NHL       | 67   | 52  | 28  | 80  | 40  | +18 | 11  | 4  | 7  | 6  | 3  | 2  | 5  | 8  |
| 1995–96 | Detroit Vipers      | IHL       | 7    | 8   | 1   | 9   | 0   | —   | —   | —  | —  | —  | —  | —  | —  | —  |
| 1996–97 | Washington Capitals | NHL       | 77   | 46  | 31  | 77  | 72  | +7  | 10  | 4  | 3  | —  | —  | —  | —  | —  |
| 1997–98 | Washington Capitals | NHL       | 76   | 52  | 26  | 78  | 44  | +14 | 11  | 5  | 13 | 17 | 7  | 5  | 12 | 12 |
| 1998–99 | Washington Capitals | NHL       | 66   | 31  | 24  | 55  | 56  | -1  | 6   | 3  | 5  | —  | —  | —  | —  | —  |
| 1999–00 | Washington Capitals | NHL       | 62   | 21  | 17  | 38  | 30  | +5  | 5   | 3  | 5  | 5  | 1  | 1  | 2  | 4  |
| 2000–01 | Washington Capitals | NHL       | 82   | 45  | 36  | 81  | 60  | +8  | 22  | 4  | 8  | 6  | 2  | 0  | 2  | 2  |
| 2001–02 | Washington Capitals | NHL       | 77   | 39  | 31  | 70  | 80  | -2  | 17  | 1  | 8  | —  | —  | —  | —  | —  |
| 2002–03 | Washington Capitals | NHL       | 76   | 30  | 26  | 56  | 52  | -3  | 9   | 2  | 4  | 6  | 4  | 2  | 6  | 8  |
| 2003–04 | Washington Capitals | NHL       | 54   | 21  | 14  | 35  | 22  | -17 | 12  | 0  | 4  | —  | —  | —  | —  | —  |
| 2003–04 | Ottawa Senators     | NHL       | 23   | 5   | 9   | 14  | 16  | +1  | 2   | 0  | 1  | 7  | 0  | 0  | 0  | 6  |
| 2004–05 | HK ŠKP Poprad       | Extraliga | 6    | 4   | 2   | 6   | 4   | —   | —   | —  | —  | —  | —  | —  | —  | —  |
| 2005–06 | Atlanta Thrashers   | NHL       | 60   | 21  | 18  | 39  | 40  | -3  | 8   | 0  | 1  | —  | —  | —  | —  | —  |
| 2006–07 | Chicago Blackhawks  | NHL       | 37   | 5   | 9   | 14  | 14  | +2  | 2   | 0  | 3  | —  | —  | —  | —  | —  |
|         | NHL totalt          |           | 1081 | 503 | 389 | 892 | 749 | +74 | 149 | 32 | 78 | 80 | 30 | 26 | 56 | 60 |